# Quercus laevis
Quercus laevis — вид рослин з родини букових (Fagaceae); ендемік південного сходу США.

## Опис
Це швидкорослий листопадний кущ або дерево, висотою 13–20 м, з неправильною розлогою, округлою, відкритою кроною кривих гілок. Кора чорнувата або синювато-сіра, борозниста, товста. Гілочки темно-червоно-коричневі з сіруватими крапками. Листки 7–20 × 3–15 см, товсті, мають 3–5(7) часточок з кожного боку, іноді зубчасті, центральна частка зазвичай з 3 зубами; основа клиноподібна; верхівка загострена; верх жовтувато-зелений; низ блідий із іржавими волосками вздовж жил; ніжка листка 0,5–2 см, гола, скручена. Цвіте рано й до середини весни. Жолуді дворічні, коротконіжкові; горіх яйцеподібний до широко еліпсоїдного, 17–28 × 12–18 мм, часто слабосмугастий, гладкий; чашечка трохи келихоподібної форми, заввишки 9–14 мм і 16–24 мм завширшки, поверхні запушені, укриває 1/3 горіха.

## Середовище проживання
Ендемік південного сходу США: Алабама, Луїзіана, Південна Кароліна, Вірджинія, Джорджія, Північна Кароліна, Флорида, Міссісіпі.
Цей вид часто утворює чисті деревостани на сухих піщаних ґрунтах гірських хребтів, соснових гір та дюн. Q. laevis не переносить тіні, але добре пристосований до посухи та пожеж низької інтенсивності. Трапляється на висотах 0–150 м.

## Використання
Жолуді є важливим джерелом їжі для численних видів дикої природи. Цей дуб не є цінним для комерційної деревини, але дає хороші дрова.

## Загрози
Перетворення піщаних угруповань на соснові насадження вимагає видалення підліскових порід, часто включаючи Q. laevis. Крім того, цей дуб сприйнятливий до Ceratocystis fagacearum та інших поширених шкідників. Основною загрозою для Q. laevis є зміна клімату.

## Галерея

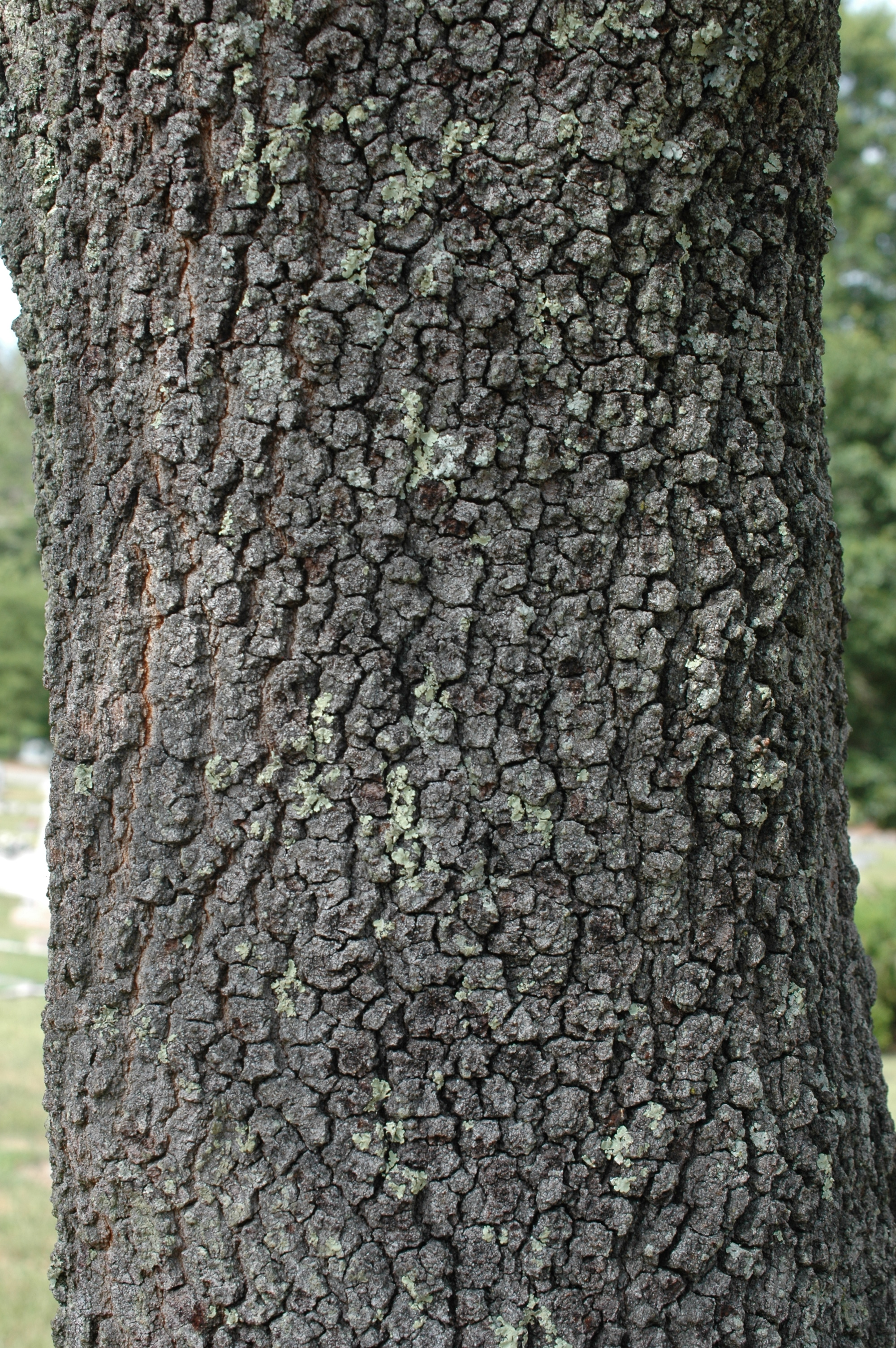
стовбур
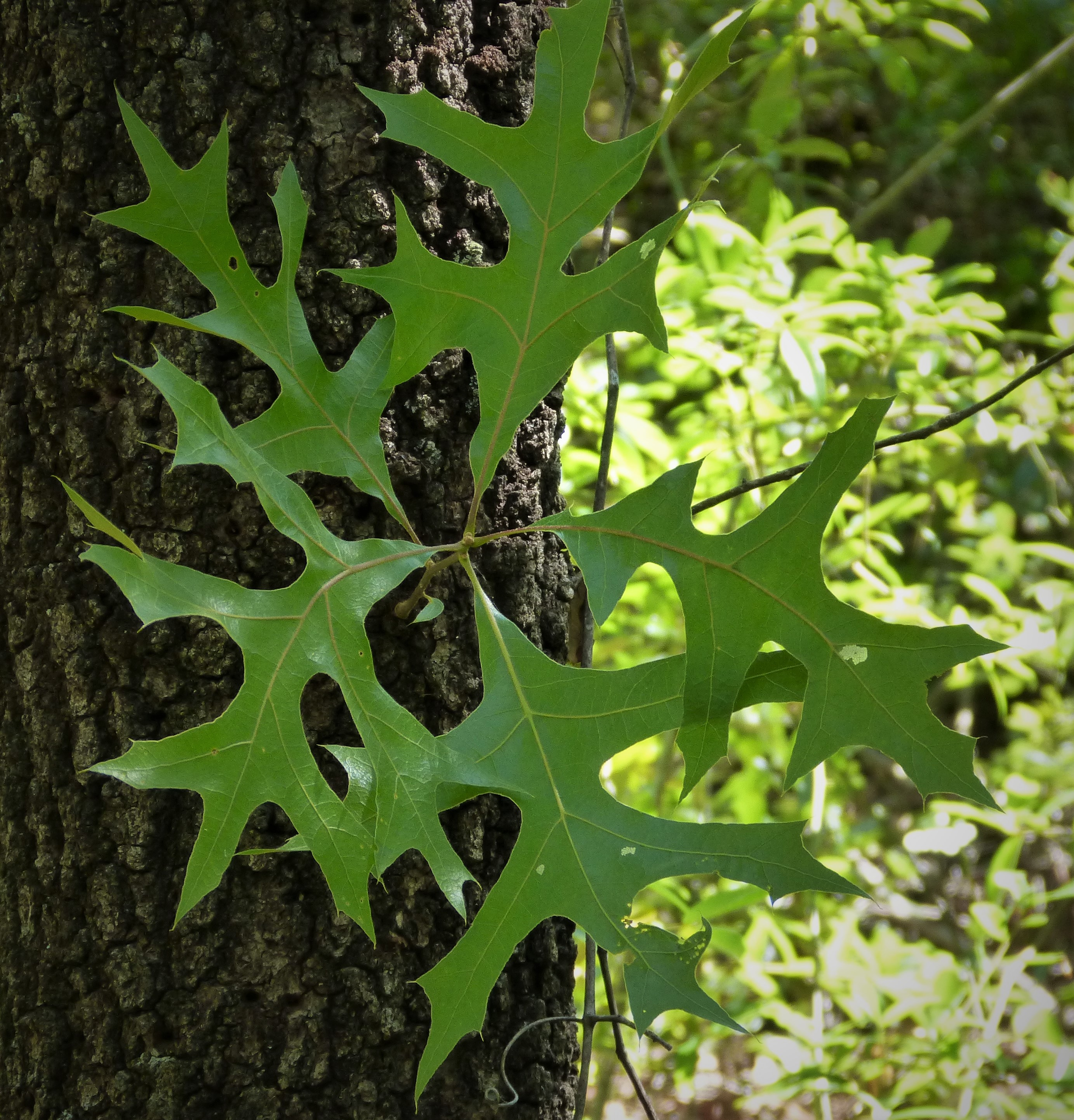
листок
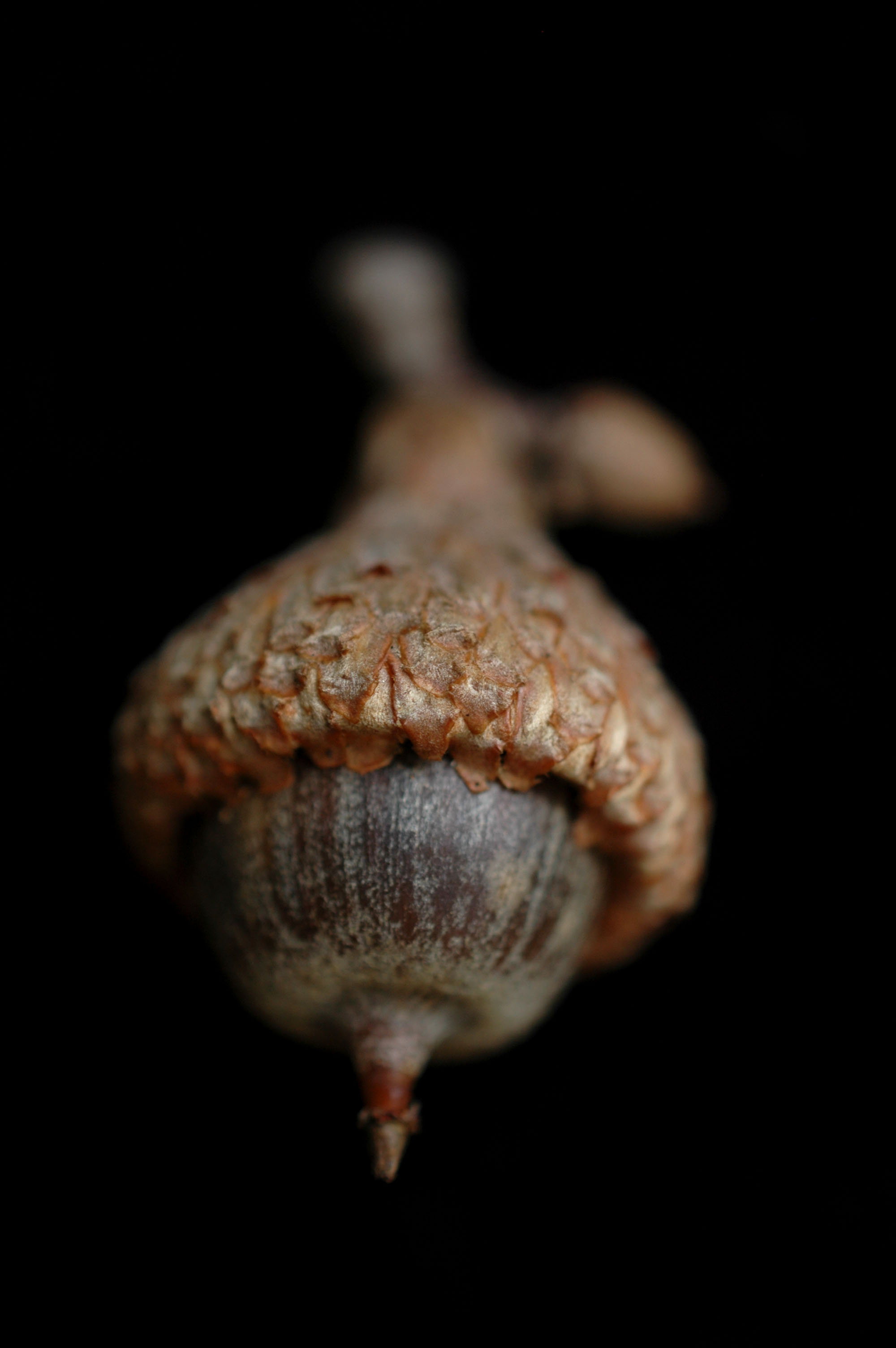
жолудь
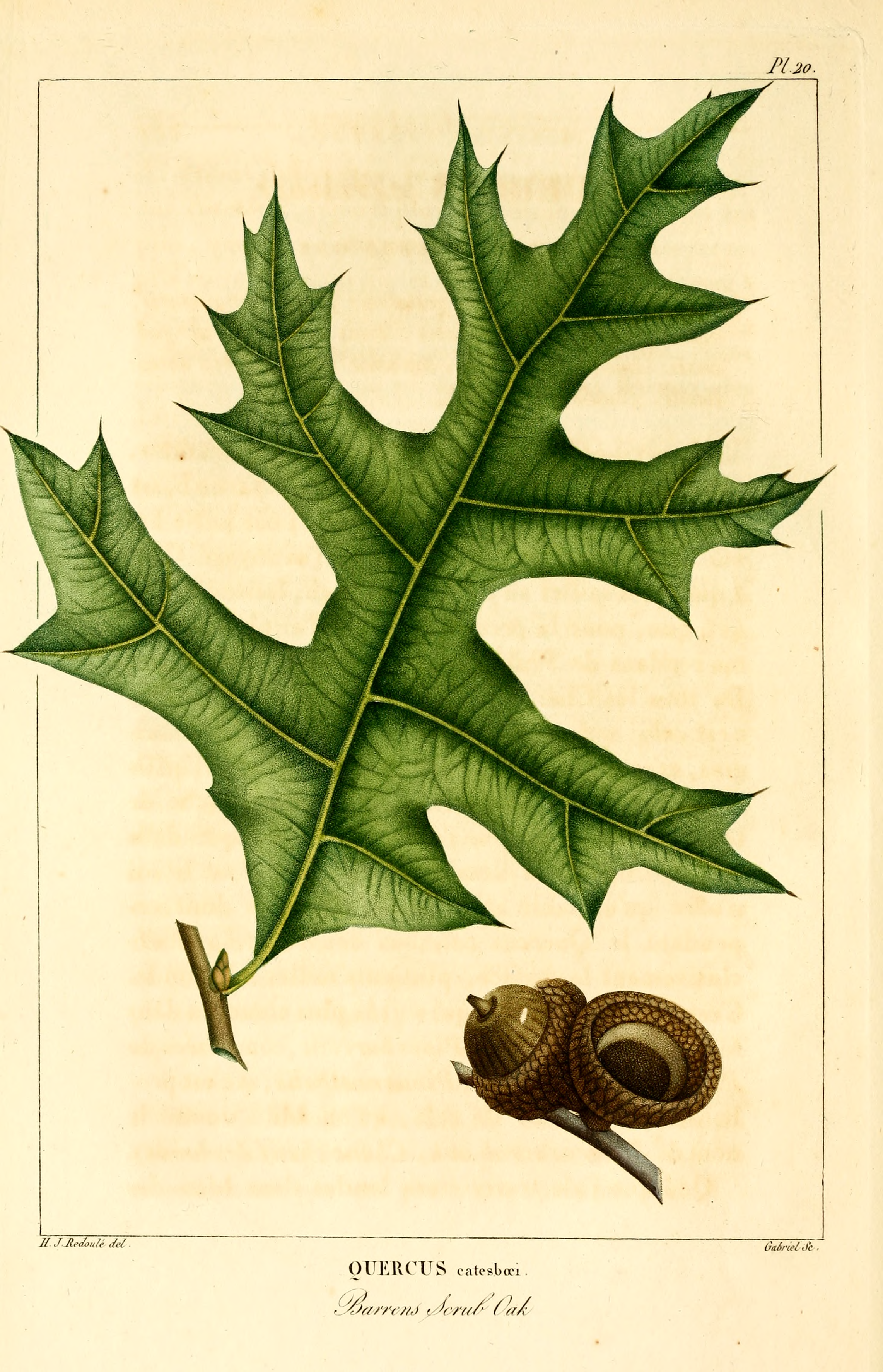
ілюстрація